# Mangora tschekiangensis
Mangora tschekiangensis là một loài nhện trong họ Araneidae.
Loài này thuộc chi Mangora. Mangora tschekiangensis được Ehrenfried Schenkel-Haas miêu tả năm 1963.